# Parc Nacional de Killarney
Killarney (anglès) o Cill Airne en (gaèlic irlandès) és un parc nacional i cronològicament la segona reserva de la biosfera irlandesa, designada el 1982, un any després que l'illa de North Bull. Fou fundat oficialment el 1932 al ser entregades a la nació les 4.000 ha de Muckross Estate, propietat del senador Arthur Vincent i el senyor i la senyora Bourn. El parc nacional és situat a 52º 1'N i 9º 35'W, a prop de la costa sud-occidental del país. La superfície total del parc, que coincideix amb la reserva de la biosfera, és de 10.129 ha i els tres llacs d'aigua dolça que conté ocupen un 24% de l'àrea. El paisatge muntanyós de la reserva fou modelat durant les darreres glaciacions; el gel excavà valls profundes, vessants escarpats i nombrosos circs glacials, actualment convertits en petits llacs.
Els factors climàtics més importants són l'efecte moderador de l'aire humit i calent que procedeix de l'oceà Atlàntic i les precipitacions. El resultat és un clima típicament oceànic. El tret físic més característic de Killarney són els llacs: Upper Lake, Muckross i Loch Léin cobreixen conjuntament una superfície de 2.471 ha.
El parc inclou una gran diversitat d'hàbitats: boscos, torberes altes i baixes i ecosistemes d'aigua dolça. Els boscos són principalment rouredes atlàntiques; roure de fulla gran, i de roure pènol.
Moltes espècies animals que havien estat comunes a Irlanda, ara estan localment extingides per l'expansió de les poblacions humanes, l'agricultura i la destrucció dels hàbitats. El llop (Canis lupus), quedà completament extingit a Irlanda al segle xviii. Killarney conserva el darrer ramat de cérvols (Cervus elaphus) nadius que sobreviu a Irlanda. Té una població de 600 individus, és descendent directe de cérvols que han viscut a Irlanda d'ençà de temps prehistòrics. També entre els mamífers autòctons n'hi ha dos de força importants; la marta (Martes martes) i la llúdria (Lutra lutra).
El variat hàbitat del parc proporciona una gran riquesa i diversitat d'ocells. Els més comuns a les terres altes són: el titella, el bitxac comú i el corb. A les ribes dels llacs els més comuns són: l'ànec collverd, el morell de plomall i la fotja. El bernat pescaire, el blauet i la merla d'aigua es veuen més sovint als rius i torrents. N'hi ha cinc d'especial interès a la reserva: l'oca riallera grossa (Anser albifrons); entre els rapinyaires es poden assenyalar el falcó pelegrí (Falco peregrinus) i l'esmerla (Falco columbarius). La gralla de bec vermell, que té les potes del mateix color, nia en tres localitats properes al parc, mentre que la cotxa cua-roja (Phoenicurus phoenicurus) que rarament nidifica a Irlanda.
El parc nacional és molt ric en restes i localitats prehistòriques. Alguns dels indicis d'ocupació humana s'han trobat a l'illa de Ross, on durant l'edat del bronze, s'extreia coure de les mines. A Balldowney, a la finca de Kenmare, fou descobert un "fulacht fiadh", antic forn a l'aire lliure, i a l'àrea de Muckros s'han descobert dues criptes del començament del període cristià, (segles V-VI). A l'illa d'Innisfallen, al Loch Léin, hi ha les ruïnes d'un monestir que es creu que fundà sant Fionan al segle VII.
També a les ribes del Loch Léin, es conserven les remarcables ruïnes del convent franciscà d'Irrelagh, fundat el 1448 i conegut actualment amb el nom de Muckross Abbey. Un punt fonamental del parc nacional, és Muckross House. Data del 1843 i fou dissenyat per William Burn. D'estil neoelisabetià, amb xemeneies altes, teulades pendents i grans mainells.